# Curugmekar
Curugmekar is een bestuurslaag in het regentschap Kota Bogor van de provincie West-Java, Indonesië. Curugmekar telt 12.152 inwoners (volkstelling 2010).